# Bischofspalast (Vittoriosa)

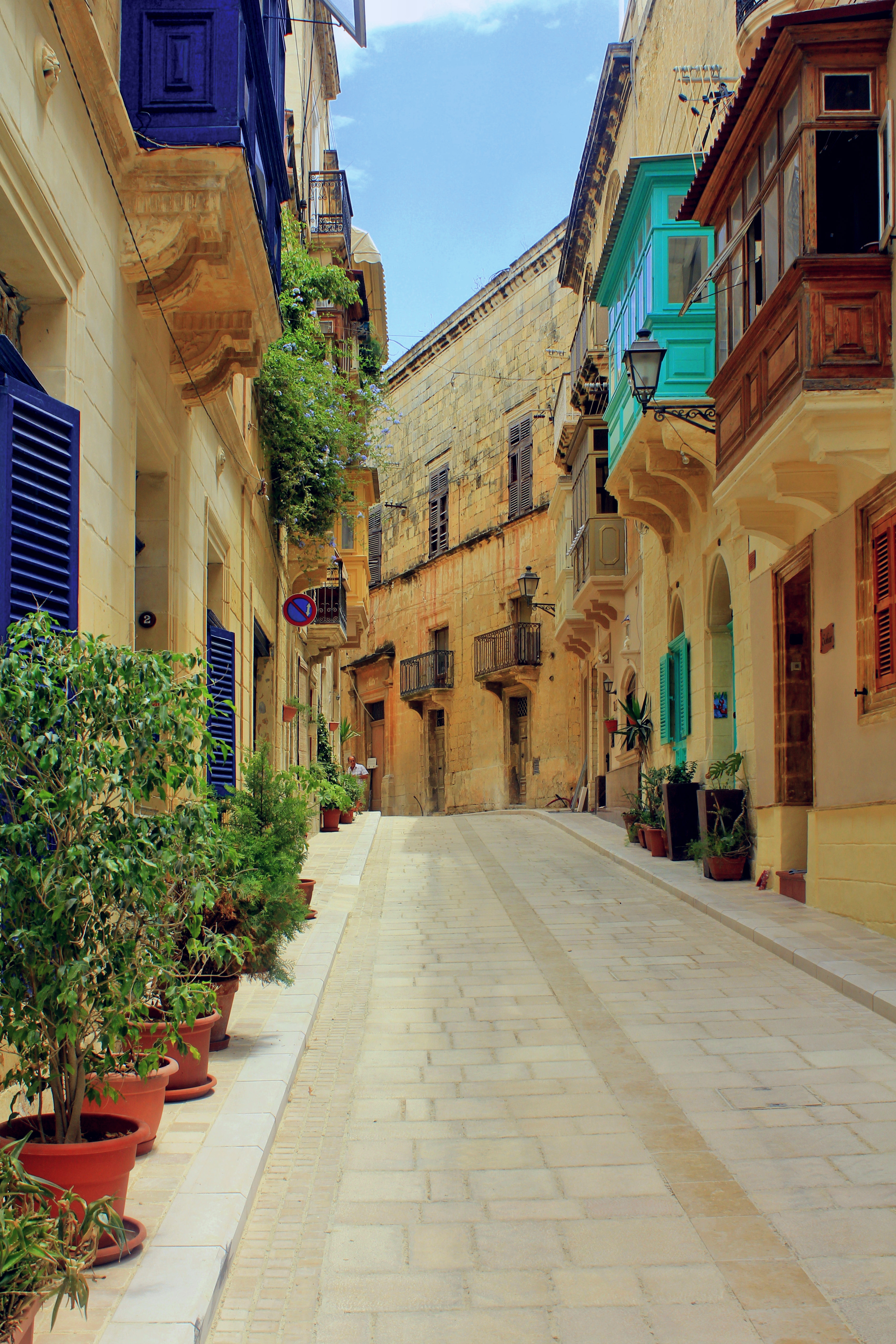

Der Bischofspalast (maltesisch Palazz tal-Isqof, englisch Palace of the Bishop) ist ein denkmalgeschütztes Gebäude in Vittoriosa (Birgu), einer Gemeinde Maltas. Er war bis 1620 Sitz der Bischöfe von Malta.
Das Gebäude wurde 1542 der Familie von Giovanni Francesco Abela abgekauft. Neben der Residenz des Bischofs befand sich hier auch die Bischöfliche Kurie, der kirchliche Gerichtshof und ein Gefängnis. Als der Malteserorden 1572 Valletta zur neuen Hauptstadt machte, beließ der Bischof seinen Amtssitz und die Kurie in Vittoriosa (Birgu). Die dortige St.-Lorenz-Kirche diente neben der Kathedrale in Mdina als Bischofskirche. Das Gebäude erfuhr zahlreiche Umbauten, bis Bischof Baldassarre Cagliares 1620 den Bischofssitz nach Valletta verlegte. Doch noch Bischof Bellaguer vergrößerte im 17. Jahrhundert das Bauwerk und überließ es weiterhin der bischöflichen Kurie. Später diente das Gebäude den Bischöfen als Unterkunft bei Pastoralreisen, und im 20. Jahrhundert befand sich dort ein Kindergarten.